# Moj svijet
A Moj svijet (magyarul: Az én világom) egy dal, amely Montenegrót képviselte a 2014-es Eurovíziós Dalfesztiválon. A dalt a montenegrói Sergej Ćetković adta elő montenegrói nyelven Koppenhágában.
A dalt egy televíziós show-ban mutatták be Montenegróban 2014. március 9-én.
A dalt Koppenhágában először a május 6-i első elődöntőben adták elő, fellépési sorrendben tizenötödikként a holland The Common Linnets duó Calm after the storm című dala után, és a magyar Kállay-Saunders András Running című dala előtt. A szavazás során 63 ponttal a 7. helyen végzett, amivel továbbjutott a döntőbe - Montenegró eurovíziós történetében először.
A május 10-én rendezett döntőben fellépési sorrendben nyolcadikként adták elő az örmény Aram Mp3 Not Alone című dala után, a lengyel Donatan és Cleo My Słowianie című dala előtt. A szavazás során 37 pontot szerzett, ami a 19. helyet jelentette a 26 fős mezőnyben.
A produkcióban Sergej mellett részt vett még három vokalista valamint egy műkorcsolyázó is.

## Külső hivatkozások
- Dalszöveg
- A Moj svijet című dal videóklipje
- A dal első próbája a koppenhágai arénában
- A dal második próbája a koppenhágai arénában
- A dal előadása az Eurovíziós Dalfesztivál első elődöntőjében